# حمزه‌قاسم
حمزه‌قاسم، روستایی از توابع بخش مرکزی شهرستان شاهین‌دژ در استان آذربایجان غربی ایران است.

## جمعیت
این روستا در دهستان هولاسو قرار دارد و براساس سرشماری مرکز آمار ایران در سال ۱۳۸۵، جمعیت آن ۱۷۴ نفر (۳۳ خانوار) بوده‌است. این روستا مابین روستاهای زیدکندی و خزایی علیا قرار دارد.